# Cmentarz wojenny w Niedrzwicy Dużej (północny)
Cmentarz wojenny w Niedrzwicy Dużej – cmentarz z I wojny światowej znajdujący się we wsi Niedrzwica Duża w powiecie lubelskim, w gminie Niedrzwica Duża. Usytuowany jest opodal dworca kolejowego przy linii Lublin – Rozwadów.
Cmentarz ma kształt prostokąta o powierzchni około 130 m². Otoczony jest metalowym płotem, pierwotnie ogrodzeniem drewnianym. Pierwotnie składał się z 4 mogił zbiorowych. Na pozostałościach jednej z nich znajduje się współczesny metalowy krzyż.
Na cmentarzu pierwotnie zostało pochowanych 73 żołnierzy w 4 grobach zbiorowych zmarłych w okresie 30 maja – 23 sierpnia 1915 roku w pobliskim szpitalu polowym:
- 1 niemieckiego,
- 55 żołnierzy armii Austro-Węgier z 49, 89, 95, 98 i 99 Pułk Piechoty Austro-Węgier, 9, 11 i 30 Pułk Piechoty k.k. Landwehry, 14, 15, 20, 31 Pułk Piechoty k.u. Landwehry oraz 32 Pułk Piechoty k.u. Landwehry
- 17 nieznanych żołnierzy rosyjskich.

W latach trzydziestych XX w. na cmentarz przeniesiono ekshumowane zwłoki pochowanych na cmentarzu przy drodze Lublin-Kraśnik żołnierzy austro-węgierskich oraz rosyjskich.